# Lundy (California)
Lundy es un área no incorporada ubicada en el condado de Mono en el estado estadounidense de California.

## Geografía
Lundy se encuentra ubicada en las coordenadas 38°1′39″N 119°14′30″O / 38.02750, -119.24167.